# Indo-Scythes

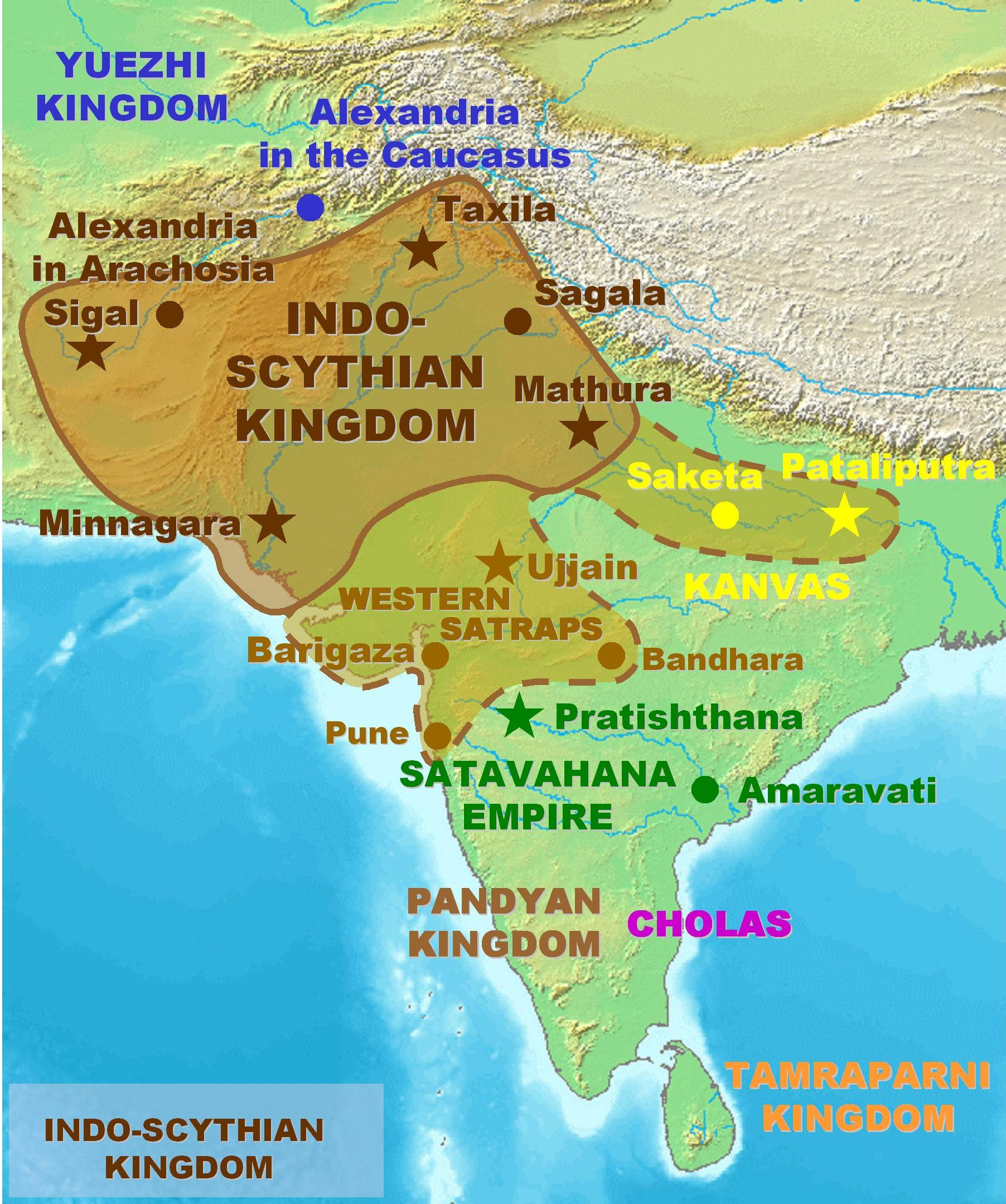
Carte du royaume Indo-Scythe en Inde à son apogée au

Les Indo-Scythes sont une branche des Saces (Scythes) Indo-Européens des steppes eurasiennes qui ont migré de la Sibérie du sud en Bactriane, en Sogdiane, au Cachemire et finalement jusqu’en Arachosie puis en Inde, du milieu du IIe siècle av. J.-C. au IVe siècle.
Leur royaume s'étendit progressivement et temporairement sur les territoires actuels de l'Afghanistan, du Pakistan et une partie de l'Inde du Nord-Ouest – auparavant espace des royaumes indo-grecs – depuis le IIe siècle av. J.-C. jusqu'à la fin du Ier siècle av. J.-C., époque où ils furent remplacés progressivement par les Indo-Parthes, lesquels fondèrent leur propre royaume.

## Histoire

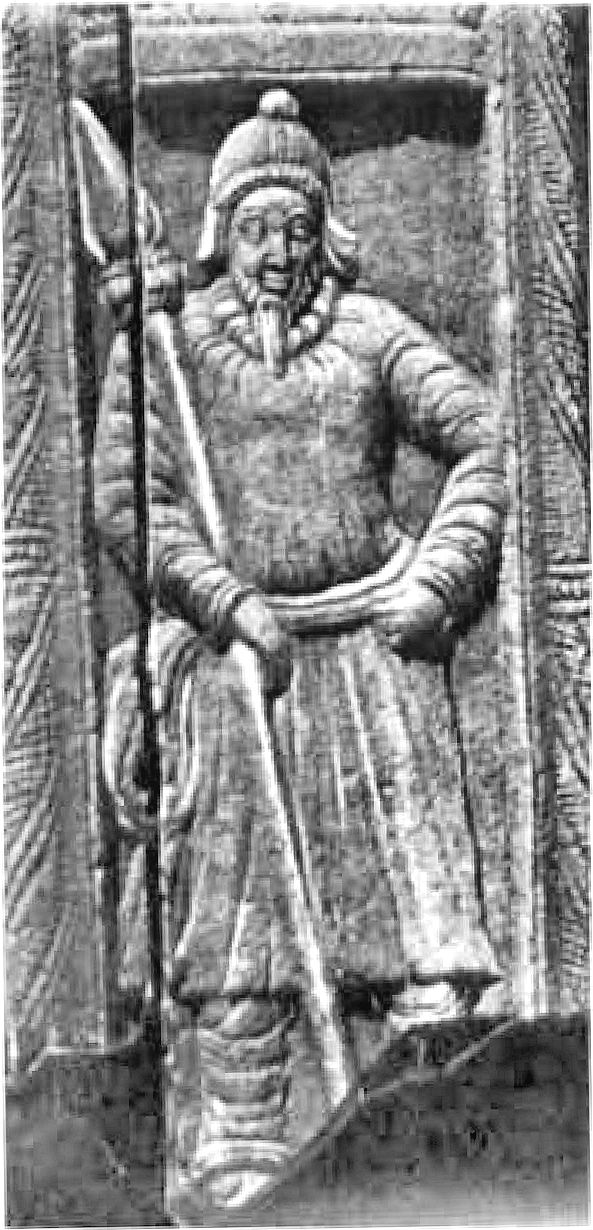
Bas-relief d'un guerrier Indo-Scythe, ruines du palais de Nagarjunakonda.

Au IIe siècle av. J.-C., des Yuezhi, un peuple indo-européen d'Asie centrale, apparenté aux Tokhariens, originaire de la province actuellement chinoise du Gansu, sont contraints d'émigrer vers l'ouest. Ils poussent devant eux des tribus Scythes, qui arrivent en Bactriane, au nord de l'Afghanistan. Les Yuezhi les y ayant rejoints, ils doivent se déplacer plus au sud, au Cachemire puis au sud de l'Afghanistan, où ils donneront leur nom à la province du Séistan ou Sistan : ce nom était autrefois prononcé *Sakastan « Pays des Sakas ». Ils fondent un royaume en Arachosie au IIe siècle av. J.-C. Puis au Ier siècle av. J.-C. le roi scythe Mauès, agrandit leur royaume dans une grande partie du Nord de l'Inde: sur la totalité du bassin de l'Indus et l'Ouest de la plaine du Gange, en remplaçant une grande partie du royaume Indo-Grec qui avait été précédemment établi à la suite des conquêtes d'Alexandre le Grand. Les rois indo-scythes conservent en grande partie leur culture scythe avec quelques apports helléniques.  Le royaume Indo-Scythe durera le temps d'une dynastie, sera ensuite supplanté par des Parthes qui fondent alors le Royaume indo-parthe. Ce dernier sera défait par les Kouchans, une tribu des Yuezhi qui a fondé l'empire Kouchan au début de notre ère.
Les Scythes émigrèrent alors vers le Gujarât et le Mâlwâ. Ces Scythes d'Inde, indianisés et hellénisés, subsistèrent en principautés jusqu'au IVe siècle : principalement les Satrapes occidentaux. Une dynastie installée à Ujjain régna sur une partie du Râjasthân jusque dans les années 380. On doit à l'un de ses plus célèbres rois, Rudradâman, mort en 150, la plus ancienne inscription en sanskrit classique, trouvée à Gimar. Les dernières principautés scythes d'Inde furent détruites par la dynastie Gupta sous Chandragupta II (376-415).
De nos jours les Jats, une ethnie du Penjab d'Inde et du Pakistan, se réclament encore d'une ascendance scythe.

## Principaux rois indo-scythes

### Nord-Ouest de l’Inde
- Mauès, v. 90 av. J.-C. à 60 av. J.-C.
- Vononès, v. 75 av. J.-C. à 65 av. J.-C.
- Spalahorès, v. 75 av. J.-C. à 65 av. J.-C.
- Spalarisès, v. 60 av. J.-C. à 57 av. J.-C.
- Azès Ier, v. 57 av. J.-C.[1] à 35 av. J.-C.
- Azilisès, v. 57 av. J.-C. à 35 av. J.-C.
- Azès II, v. 35 av. J.-C. à 12 av. J.-C.
- Zéionisès, v. 10 av. J.-C. à 10
- Kharahostès, v. 10 av. J.-C. à 10
- Mujatria
- Liaka Kusuluka, satrape de Chuksa (ou Chukhsa, ancienne région à l'Ouest de Taxila ?, actuellement Chachh)
- Kusulaka Patika, satrape de Chuksa et fils de Liaka Kusulaka

### Région de Bajaur (princes Apracharaja)
- Vijayamitra (12 av. J.-C. à 15)
- Itravasu (20)
- Aspavarma (15-45)

### Région de Mathura
- Hagamasha (satrape)
- Hagana (satrape)
- Rajuvula, v.10 (grand satrape)
- Sodasa, fils de Rajuvula

### Dirigeants locaux mineurs
- Bhadrayasha
- Mamvadi
- Arsakès

## Les arts

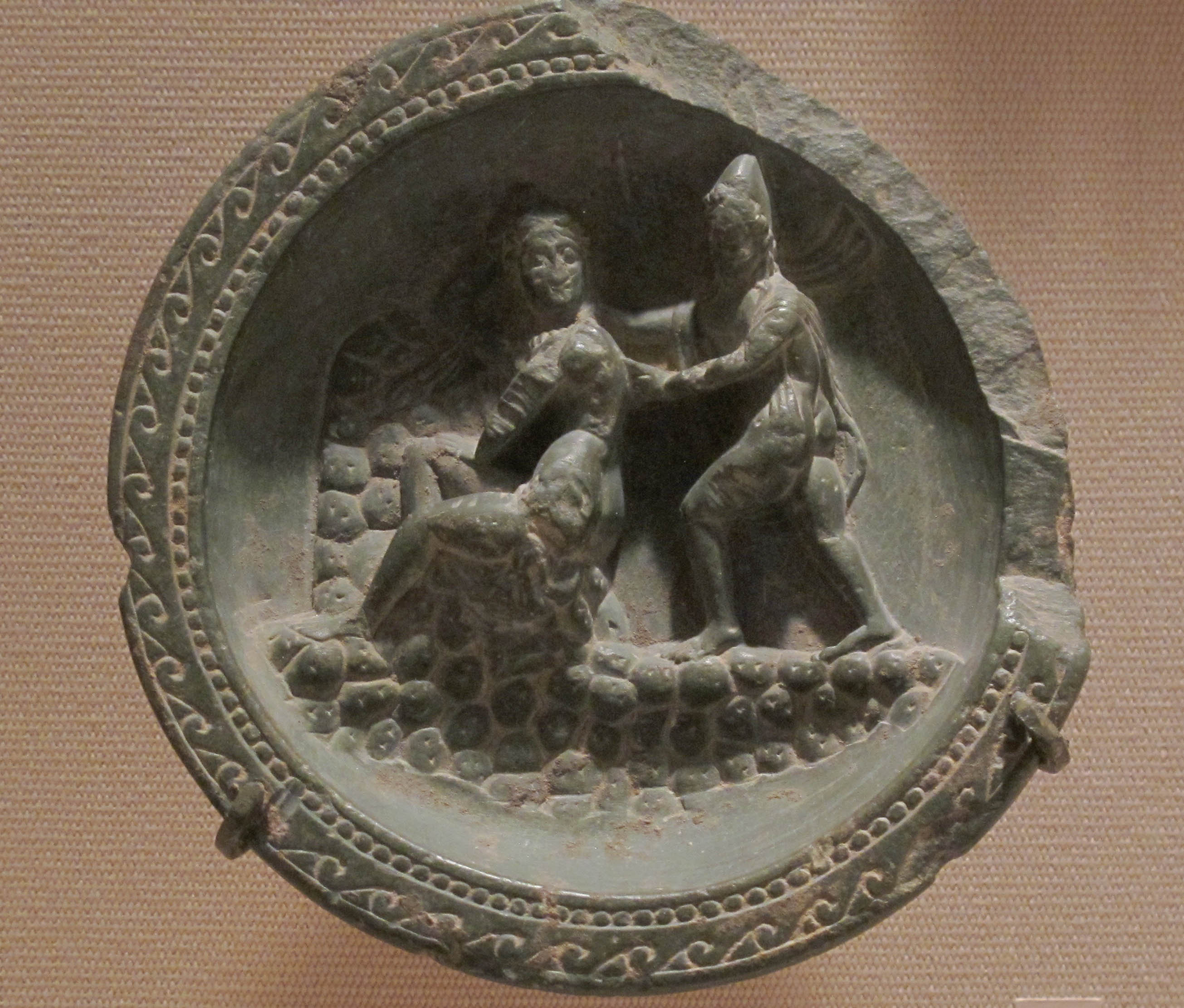
Palette à fard avec Apollon et Daphné. Schiste, d. 10,6 cm. Gandhara, v. Ier siècle av. J.-C. Metropolitan Museum of Art
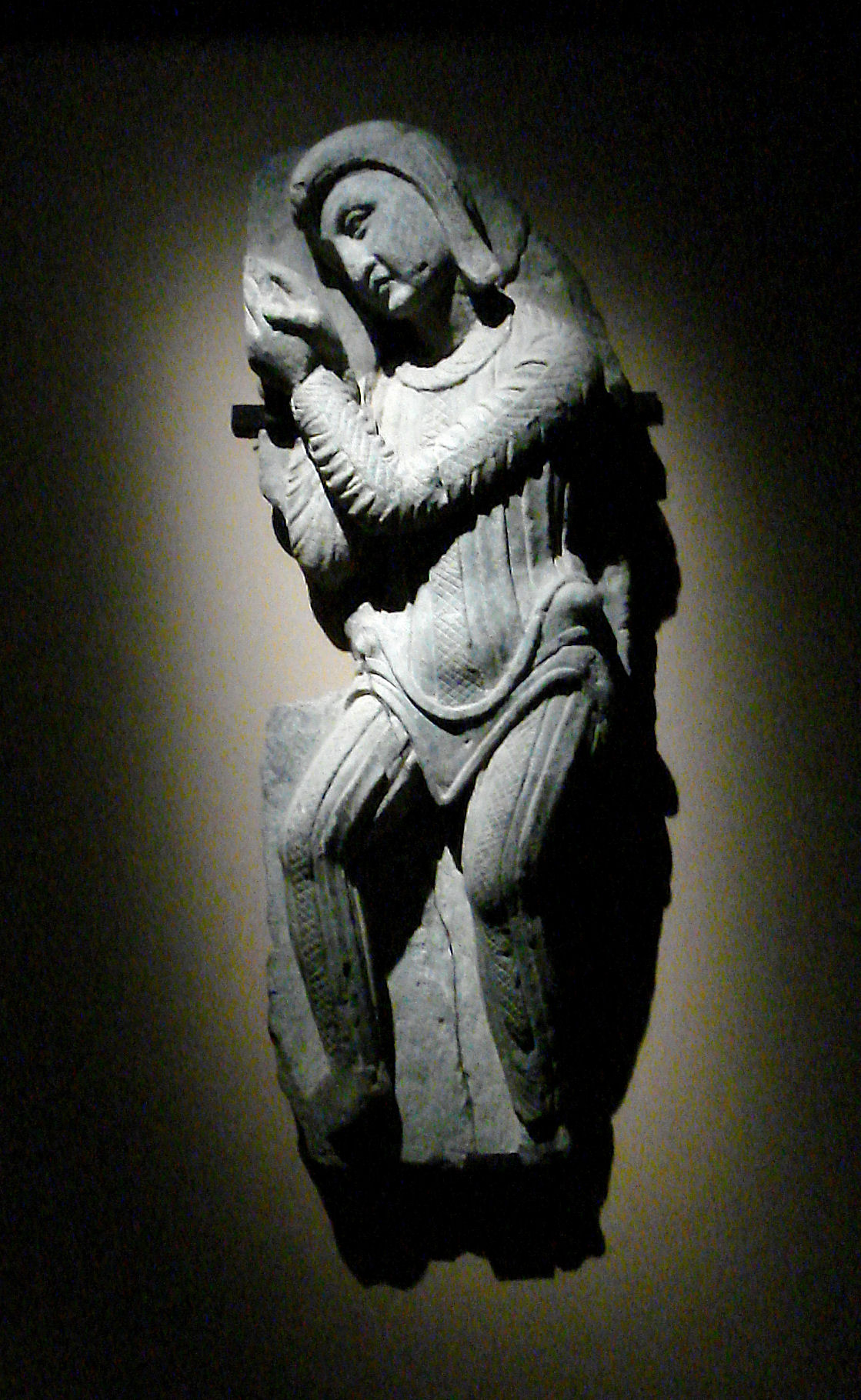
Dévot. Pakistan. Swat. Butkara I. Schiste, 67,5 × 23,5 × 6,5 cm. Swat Museum (Saidu Sharif). Époque indo-scythe ou indo-parthe
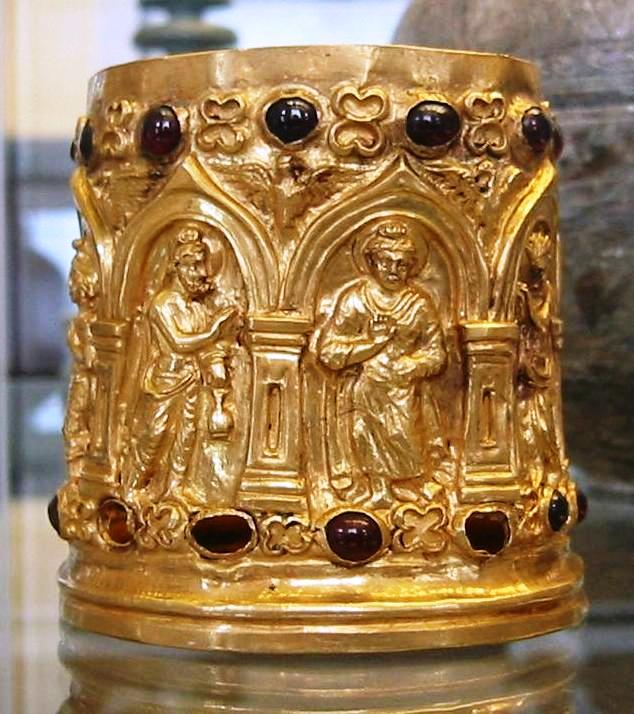
Bimaran Casket, Ier s., British Museum

Des palettes similaires à celle présentée ci-dessus ont été trouvées sur le site de Sirkap (Taxila) au Gandhara dans des contextes qui suggèrent qu'ils étaient utilisés dans le cadre des rituels domestiques, peut-être afin de s'assurer une vie heureuse dans l'au-delà.